# Elise Mathilde van Beuningen
Elise Mathilde (Hilda) van Beuningen (Utrecht, 9 juli 1890 – Wassenaar, 9 augustus 1941) was oprichtster en naamgeefster van het Elise Mathilde Fonds, een stichting die personen en organisaties financieel en materieel ondersteunt.
Van Beuningen, telg uit het geslacht Van Beuningen, was het dertiende en jongste kind van Hendrik Adriaan van Beuningen, Nederlands Tweede Kamerlid en directeur van de Steenkolen Handels Vereniging, en Anna Lavinia Brain.
Ze had een langdurige buitenechtelijke affaire met de ondernemer Frits Fentener van Vlissingen (1882-1962). Hij was via zijn zuster en zijn echtgenote aan de Van Beuningens verzwagerd.
In september 1940 trouwde Hilda van Beuningen met de toen 75-jarige weduwnaar C.R.Th. baron Krayenhoff (1865-1948). Hij was voormalig chef publiciteit van de Nederlandse Spoorwegen en lid van de Raad van Bestuur van de ANWB.
Nog geen jaar na het huwelijk overleed ze aan kanker. Haar vermogen liet ze na aan het naar haar genoemde fonds dat in 1935 was opgericht. De stichting heeft als doel “de ondersteuning van instellingen die een algemeen sociaal doel nastreven en de ondersteuning van personen die buiten hun schuld in moeilijkheden zijn gekomen”.
Ze is een zus van Daniël George van Beuningen.